# ارژانتینا منیس
ارژانتینا منیس (انگلیسی: Argentina Menis؛ ۱۹ ژوئیهٔ ۱۹۴۸ - ۳ مارس ۲۰۲۳) ورزشکار دو و میدانی اهل رومانی بود.
وی در مسابقات کشوری و بین‌المللی در مجموع برندهٔ ۲ مدال نقره شده بود.